# Плешетт, Джон
Джон Плешетт (англ. John Pleshette, род. 27 июля 1942) — американский актёр, наиболее известный благодаря роли Ричарда Эйвери, первого мужа Лауры Эвери (Констанс Маккэшин), в первых четырёх сезонах прайм-тайм мыльной оперы CBS «Тихая пристань», где он снимался с 1979 по 1983 год. Он также вернулся в шоу в 1987 году, в ходе похорон Лауры.
Плешетт родился в Нью-Йорке и начал свою карьеру в 1960-х. Он получил известность благодаря роли Ли Харви Освальда в телефильме 1978 года «Суд Ли Харви Освальда». После ухода из сериала «Тихая пристань», Плешетт продолжил свою карьеру, появляясь в более девяноста телевизионных шоу и кинофильмах. На телевидении он появился в «Она написала убийство», «Закон Лос-Анджелеса», «Чудесные годы», «Доктор Куин, женщина-врач», «Скорая помощь», «Практика», «Полиция Нью-Йорка», «Клан Сопрано» и «Американская история ужасов». На регулярной основе он снимался в сериале ABC «Одно убийство» (1995—1997).